# Friedrich Wilhelm Wahl
Friedrich Wilhelm Wahl (1778–1830) war Arzt, Stadtphysikus, Bergrat und Regimentsarzt in Weimar.
Einem Brief von Heinrich Karl Friedrich Peucer an Karl August Böttiger vom 22. Juni 1826 zufolge wurden Goethe und Johann Friedrich Meyer nach dem Tod von Wilhelm Rehbein von Wahl behandelt. Demnach behandelte Wahl ein Geschwür am Hals. Darin heißt es:
Goethe und Meyer sind zwar besser, aber noch nicht ganz hergestellt. Ersterer hat ein Geschwür am Halse unter der Kinnlade. Nach Rehbeins Tode behandelt ihn Bergrat Wahl, der auch mein Hausarzt ist. Es ist aber keine Gefahr. Fraglos war Goethe Wahls prominentester Patient. Wahl war allerdings nie Goethes Hausarzt. In der Auflistung von Goethes Ärzten u. a. bei Effi Biedrzynski in ihrem Goethes Weimar fehlt Wahl vielleicht deshalb. Dass aber Goethes Diener oder deren Kinder bei Wahl in die Behandlung gingen, ist indes nachweisbar. Goethe selbst nahm daran Anteil, weil die Krankheit der Kinder seiner Bediensteten diese ja an der Arbeit in seinem Hause hinderten. Zumindest ist es bei seinem Schreiber Johann August Friedrich John u. a. in einem Brief (Konzept) vom 2. Mai 1829 der Fall gewesen.